# 派恩冰川
派恩冰川（Pyne Glacier，77°4′S 162°18′E / 77.067°S 162.300°E）是南極洲岡維爾與凱斯山脈羅布森冰川東部的一個冰川，位於維多利亞地斯科特海岸。冰川往北流動，最終注入The Flatiron西南部的麥基冰川。本冰川以極地獎章的得獎者、地理學家亞歷克斯·派恩（Alex Pyne）命名，現時由南極條約體系管理。